# Formicinae
Formicinae Latreille, 1836 (znovu popsáno: Bolton, 1995) je podčeleď mravencovitých zahrnující mravence se středně pokročilým vývojem.
Formicinae si podrželi některé primitivní znaky jako je přítomnost kokonů kolem kukel, temenních oček u dělnic, náznak zmenšení makadlových a tykadlových článků u většiny druhů, kromě podzemních mravenců.
Vzácné jsou také výraznější přeměny kusadel, ty jsou pouze u rodu Myrmoteras a Polyergus. Na druhou stranu se někteří zástupci ukazují značně vývojově rozvinutí v otrokářském chování a v symbióze s na kořenech se živícími stejnokřídlými.
Konečně, všichni zástupci nemají žihadlo a mají zvětšenou jedovou žlázu i rezervoár jedové žlázy. Mezi mravenci mimořádná je také jejich specializace na produkci kyseliny mravenčí. Chybí jim pygidiální žláza a mají pozměněný proventriculus.

## Klasifikace
Předpokládá se, že je tato podčeleď monofyletická, ale je třeba také dodat, že stejně jako u jiných mravenců není zcela dokonale prozkoumána. Předpokládá se, že se podčeleď Formicinae spolu s podčeleděmi Dolichoderinae a Aneuretinae od zbývajících skupin mravenců oddělily před 100 milióny let (Ma). Následující schéma je z Antbase.org.
- Camponotini
  - Calomyrmex
  - Camponotus (mravenci dřevokazi, kosmopolitní)
  - Chaemeromyrma
  - Echinopla
  - Forelophilus
  - Opisthopsis
  - Overbeckia
  - Phasmomyrmex
  - Polyrhachis
  - Polyrhachis (Asie, africké tropy)
  - Pseudocamponotus
- Formicini
  - Alloformica
  - Bajcaridris
  - Cataglyphis
  - Formica
    - mravenec lesní (Formica rufa)
    - mravenec luční (Formica pratensis)
    - mravenec lesní menší (Formica polyctena)

  - Polyergus
    - mravenec otrokářský (Polyergus rufescens)

  - Proformica
  - Protoformica
  - Rossomyrmex
- Gesomyrmecini
  - Gesomyrmex
  - Prodimorphomyrmex
  - Santschiella
  - Sicilomyrmex
- Gigantopini
  - Gigantiops (neotropický)
- Lasiini
  - Acanthomyops
  - Acropyga
  - Anoplolepis
  - Cladomyrma
  - Lasiophanes
  - Lasius
    - mravenec žlutý (Lasius flavius)
    - mravenec černolesklý (Lasius fuliginosus)
    - mravenec obecný (Lasius niger)
    - Lasius austriacus

  - Myrmecocystus
  - Prolasius
  - Stigmacros
  - Teratomyrmex
- Melophorini
  - Melophorus (Austrálie)
- Myrmecorhynchini
  - Myrmecorhynchus
  - Notoncus
  - Pseudonotoncus
- Myrmoteranini
  - Myrmoteras
- Notostigmatini
  - Notostigma
- Oecophyllini
  - Oecophylla
- Plagiolepidini
  - Agraulomyrmex
  - Aphomomyrmex
  - Brachymyrmex
  - Bregmatomyrma
  - Euprenolepsis
  - Myrmelachista
  - Paratrechina
  - Petalomyrmex
  - Plagiolepsis
  - Pseudaphomomyrmex
  - Pseudolasius
  - Tapinolepis
- Nezařazení
  - Eucharis
  - Imhoffia
  - Kyromyrma (křídové fosilie)
  - Leucotaphus
  - Protrechina
  - Tylolasius